# Maracajá
Maracajá là một đô thị thuộc bang Santa Catarina, Brasil. Đô thị này có diện tích 63,401 km², dân số năm 2007 là 5909 người, mật độ 97,9 người/km².